# Pierre Paul Dehérain
Pierre Paul Dehérain (Paris, 19 de abril de 1830 — Paris, 7 de dezembro de 1902) foi um químico francês.
Foi orientador do Nobel de Química Henri Moissan.
Dehérain foi um fisiologista vegetal e estudou a absorção de dióxido de carbono pelas plantas e o efeito da luz artificial, especialmente a radiação ultravioleta, sobre as plantas. Mostrou que as plantas não absorvem somente os minerais benéficos a elas, como previamente aceito, mas absorvem todos eles e então usam os necessários - o consumo regula assim a absorção. Descobriu a respiração da raiz das plantas e investigou o efeito de diferentes minerais sobre o crescimento de frutos. Também estudou o efeito da rotação de culturas sobre a qualidade do solo.
Foi discípulo de Edmond Frémy.

## Publicações
- Cours de chimie agricole, Librairie Hachette, 1873
- Évaporation de l'eau par les feuilles, La Nature, n° 11, 16 août 1873
- La Ferme de Rothamsted. MM. Lawes et Gilbert, Revue scientifique, n° 34, 20 février 1875, n° 39, 27 mars 1875, n° 46, 15 mai 1875
- La dernière campagne sucrière, Revue scientifique, 19 février 1876
- Sur la respiration des racine, La Nature, n°183, 2 Décembre 1876
- La betterave à sucre, Revue scientifique, 12 mai 1877
- Les engrais chimiques dans les années de sècheresse, La Nature, n°216, 21 Juillet 1877
- Annales agronomiques, G. Masson, 1875-1902
- La production du blé aux États-Unis, La Nature, n° 349, 7 février 1880, n°355, 20 mars 1880
- Origine du carbone des végétaux, Revue scientifique, n°19, 6 novembre 1880, n° 20, 13 novembre 1880, n° 22, 27 novembre 1880, N°4, 22 janvier 1881, N°6, 5 février 1881
- L'Association française (pour l'avancement des sciences) à Alger, Revue scientifique 21 mai 1881
- Paul Thénard, Revue scientifique 15 novembre 1884
- Culture rémunératrice du blé, La Nature, n°700, 30 octobre 1886 et n°701, 6 novembre 1886
- La fabrication du fumier de ferme, La Science illustrée, n° 25, 19 mai 1888
- L'œuvre de Gay-Lussac, Revue scientifique, n° 7, 16 Aout 1890
- Emploi agricole des superphosphates, La Nature, n° 914, 6 décembre 1890
- Traité de chimie agricole. Développement des végétaux, terres arables, amendements et engrais Paris, Masson, 1892
- Le fumier de ferme'', Revue scientifique, n° 10, 2 septembre 1893
- Les cases de végétation à la station agronomique de Grignon, La Nature, n° 1023, 7 janvier 1893
- La disette des fourrage en 1893, La Nature, n° 1049, 8 juillet 1893, n°1050, 15 juillet 1893
- Le blé et le foin en 1893, La Nature, n° 1057, 2 septembre 1893
- Les eaux de drainage en hiver, La Nature, n° 1081, 17 février 1894
- Le travail du sol et la nitrification, Revue scientifique, n°25, 22 juin 1895
- La perméabilité de la terre, La Nature n°1182, 25 janvier 1896
- Cultures dérobées d’automne, La Nature n°1373, 16 septembre 1899
- Inoculation des sols destinés à porter des légumineuses, La Nature n°1500, 22 février 1902 et n°1517, 21 juin 1902
- La culture du blé en France, Revue générale des sciences pures et appliquées — 30 Aout 1902